# Aerfer
 Aerfer - Industrie Meccaniche Meridionali Aeronautiche e Ferrotranviarie S.p.A. era un'azienda aeronautica di proprietà di Leonardo (in precedenza Finmeccanica e poi Leonardo-Finmeccanica fino al 2016). Costituita a Napoli nel 1955 dalla originaria Aerfer e dalla IMAM (Industrie Meccaniche e Aeronautiche Meridionali).

## Storia

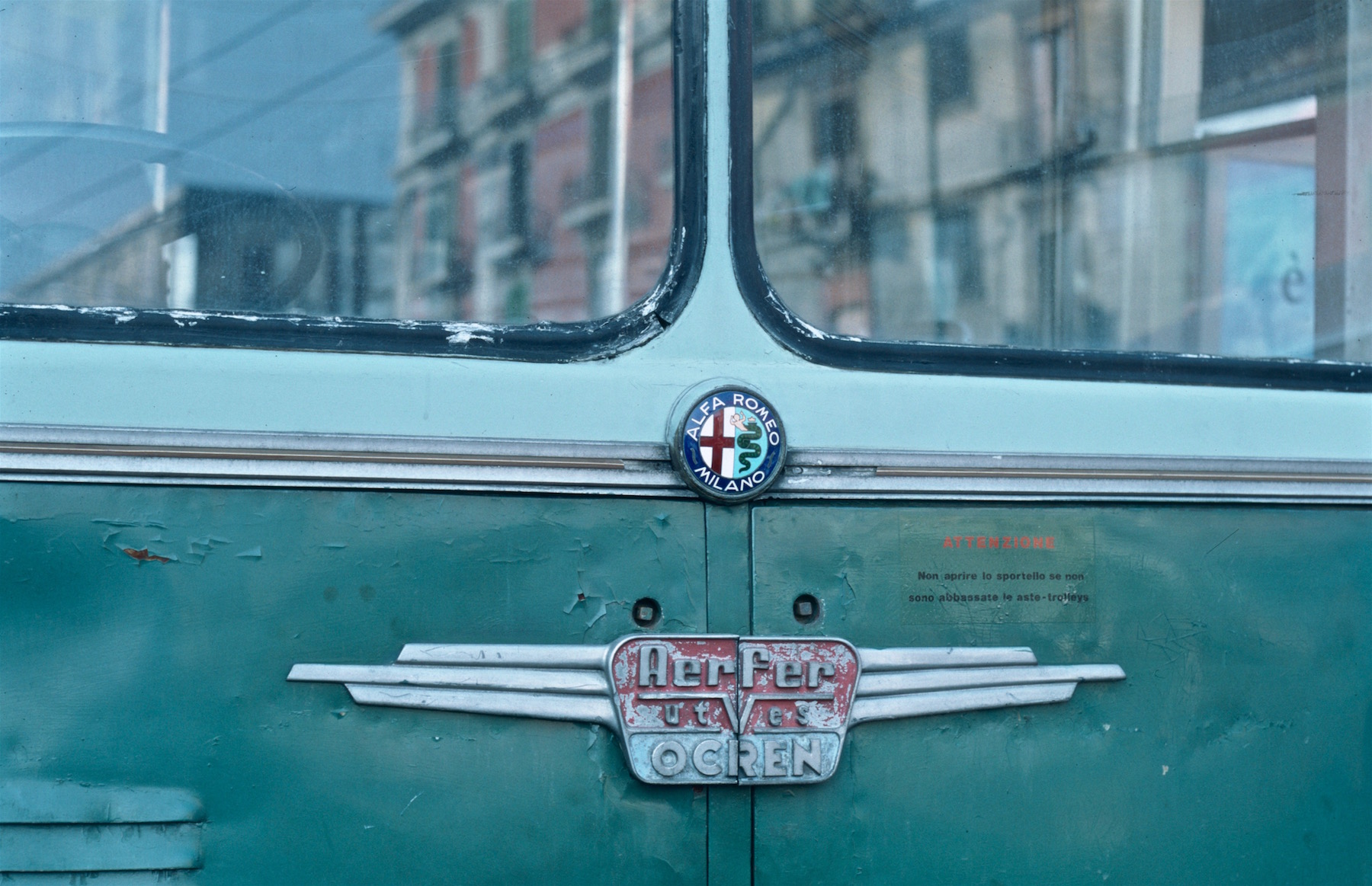
Targhetta Aerfer-UTVeS (anche Alfa Romeo e OCREN) sulla parte anteriore di un filobus di CTP Napoli

Aerfer venne costituita il 26 luglio 1955 come azienda che raggruppava le attività del polo aeronautico campano, essendo erede diretta delle Officine Ferroviarie meridionali (OFM) e della IMAM. Nel 1936 la IMAM fu acquisita dalla Breda, che nel dopoguerra la cedette a Finmeccanica. Aerfer inaugurò le politiche che sarebbero state caratteristiche dell'industria aeronautica italiana, cioè la produzione su licenza e gli accordi con i grandi produttori (in questo caso la statunitense Douglas, poi McDonnell-Douglas) per la realizzazione di componenti (ad esempio le fusoliere) dei grandi aerei commerciali. Nel 1969 Aerfer si fuse con la sezione aeronautica della FIAT per dare vita ad Aeritalia, mentre gli stabilimenti di Pozzuoli, che producevano rotabili ferroviari, presero il nome Sofer.
La linea produttiva Aerfer comprendeva anche autobus e filobus, realizzati a partire dagli studi dell'Ufficio Tecnico Veicoli Stradali (UTVeS), rotabili ferroviari e cabine per camion Alfa Romeo Mille.

## Modelli

### Produzione aeronautica
- Aerfer AE-130 (Convertiplano) (1957)
- Aerfer AE 140 W030 (1957)
- Aerfer Sagittario 2 (1958)
- Aerfer Ariete (1958)
- Aerfer Leone (1960)

### Produzione ferroviaria
- Automotrici FSE Ad 51-80 (1959)
- Elettrotreno SEPSA ET.100 (1961)
- Automotrice FS ALe 803 (1961)

### Produzione autofiloviaria
- Aerfer AU.107, autobus su meccanica Fiat 642
- Aerfer AU.110, autobus su meccanica Alfa Romeo 900 AU
- Aerfer AU.210, autobus su meccanica Fiat 680
- Aerfer AU.310, autobus su meccanica Fiat 401
- Aerfer VE.511, autobus su meccanica Fiat 410
- Aerfer VE.611, autobus su meccanica Alfa Romeo Mille AU7 e Fiat 410
- Aerfer VE.111 "Metropol", autobus bipiano su meccanica Fiat 412
- Aerfer VE.1204 "Raedapol", autobus interurbano su meccanica Fiat 309[4][5]
- Aerfer FI.110, filobus su meccanica Fiat 668F/200
- Aerfer FI.711, filobus su meccanica Alfa Romeo 911 AF
- Aerfer FI.711.2, filobus su meccanica Alfa Romeo Mille F/PD